# Hilarempis kaiteriensis
Hilarempis kaiteriensis är en tvåvingeart som först beskrevs av Miller 1913.  Hilarempis kaiteriensis ingår i släktet Hilarempis och familjen dansflugor. Inga underarter finns listade i Catalogue of Life.